# Pont Champlain (Montreal)
Die Pont Champlain (englisch Champlain Bridge) war eine Straßenbrücke über den Sankt-Lorenz-Strom und den Sankt-Lorenz-Seeweg in der kanadischen Provinz Québec, die bis 2019 die Stadtviertel Verdun und Le Sud-Ouest von Montreal über die Île des Sœurs („Insel der Nonnen“, englisch Nuns’ Island) mit der gegenüberliegenden Gemeinde Brossard verband.
Die zwischen 1957 und 1962 gebaute Brücke war insgesamt 3440 m lang und 26,7 m breit. Sie hatte sechs Fahrspuren und war mit 135.000 Fahrzeugen pro Tag eine der verkehrsreichsten Brücken Kanadas.
Ihre Hauptbrücke war eine 763,6 m lange stählerne Gerberträgerbrücke mit einer 215,5 m weiten Mittelöffnung, die den Sankt-Lorenz-Seeweg mit einer lichten Höhe von 39,6 m überquerte. Ihre beiden Seitenöffnungen waren je 117,5 m weit. An sie schlossen sich an beiden Seiten je 156,5 m lange  Fachwerkbalkenbrücke mit obenliegender Fahrbahn und 78 m weiten Öffnungen an.
Die westliche Rampenbrücke war 2148 m lang und hatte 40 Öffnungen à 53,7 m. Die östliche Rampenbrücke 527,8 m lang hatte 10 Öffnungen unterschiedlicher Weite: 4×53,7 + 2×51,4 + 3×52,5 + 52,7 m. Sie bestand aus Spannbetonträgern, die auf der Île des Sœurs hergestellt und mit zwei fahrbaren Portalkranen an ihren Platz gefahren wurden. Die Rampenbrücken waren die ersten Spannbetonbrücken Kanadas.

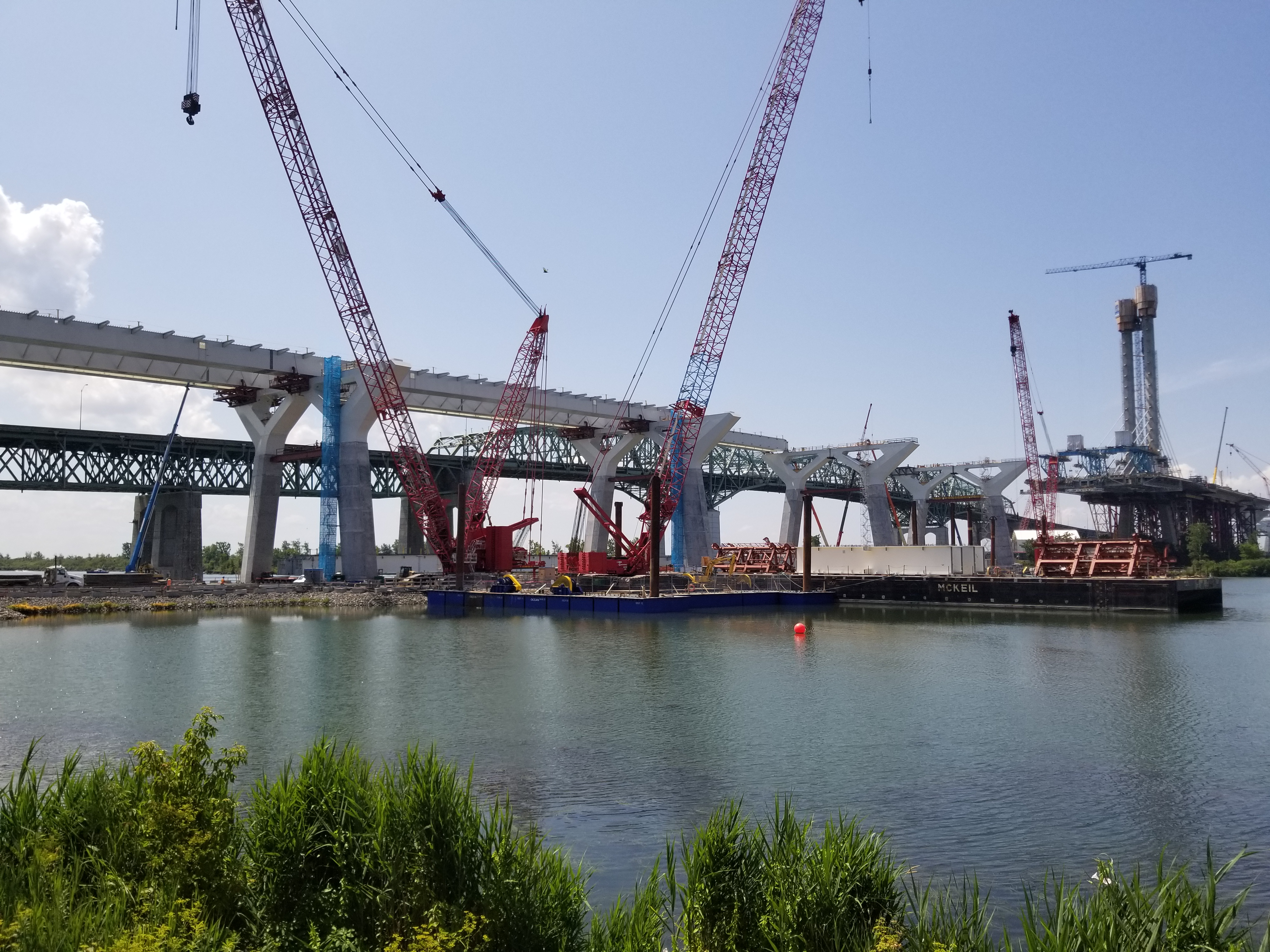
Bau der neuen Brücke (Juli 2018)

300 m flussaufwärts wurde 1965 die Estacade (Ice Control Structure) fertiggestellt, eine Spannbetonbrücke zwischen der Île des Sœurs und dem Sankt-Lorenz-Seeweg, mit dem der Eisgang auf dem Strom reguliert und die Bildung von Eisstauungen verhindert wurden. Heute wird die Brücke als Fußgänger- und Fahrradbrücke genutzt.
2015 wurde flussabwärts neben der Brücke mit dem Bau der Pont Samuel-De Champlain begonnen, eine Schrägseilbrücke, die am 28. Juni 2019 eingeweiht wurde und nach 57 Betriebsjahren die Pont Champlain ablöst. Im Jahr 2020 wurde der Vertrag zur Demontage der alten Brücke geschlossen. Die Kosten dafür wurden auf 225,7 Mio. kanadischer Dollar veranschlagt. Die derzeit laufenden Abbrucharbeiten sollen bis zum Winter 2024 abgeschlossen sein.